# Kenmu shikimoku
Le Kenmu shikimoku ou code de Kenmu (建武式目) est un texte légal publié le 10 décembre 1336 au Japon. Il prend le relais du Goseibai Shikimoku publié presque un siècle plus tôt. Ce texte permet de donner un cadre à l'exercice du pouvoir par les Shoguns Ashikaga.